# Santa Maria dei Bulgari

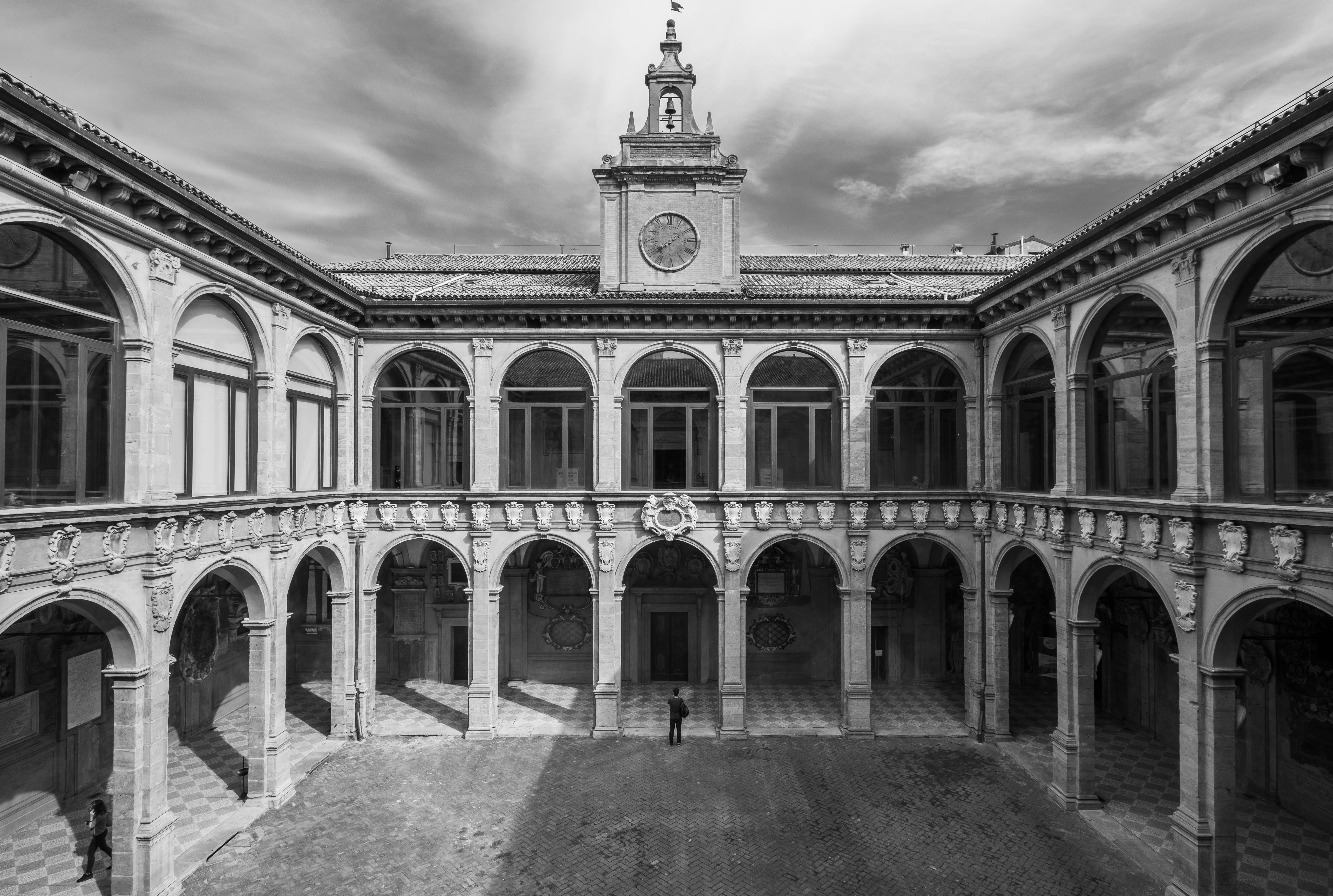
Vom Eingang unterhalb des Uhrenturms geht es geradeaus in die Kapelle

Die Kapelle Santa Maria dei Bulgari war von 1563 bis 1803 die Universitätskirche der Universität Bologna.
Sie liegt im Erdgeschoss des Ostflügels des Palazzo dell’Archiginnasio gegenüber dem Portal zum Innenhof. Architekt des in unmittelbarer Nähe der Basilika San Petronio errichteten Gebäudes war Antonio Morandi. Der Freskenzyklus an der Decke der Kapelle mit Szenen aus dem Marienleben wurde zwischen 1591 und 1594 von dem Bologneser Maler Bartolomeo Cesi ausgeführt, das Gemälde mit Mariä Verkündigung auf dem Hauptaltar wurde 1584 von dem Flamen Denis Calvaert beigesteuert. Die Fresken wurden bei dem alliierten Bombenangriff vom 29. Januar 1944 wie andere Teile des Ostflügels weitgehend zerstört.
Der italienische Name der Kapelle bedeutet „Heilige Maria der Bulgaren“, eine Entstellung des lateinischen Titels der Kirche in curia Bulgari – „im Hof des Bulgarus“, einem Gebäudekomplex aus dem Besitz des Juristen Bulgarus, der spätestens ab 1200 im Besitz der Kommune war. Der päpstliche Vizelegat Pier Donato Cesi ließ den Titel auf die Kapelle im Palazzo übertragen.